# Anluven und Abfallen

Anluven

Abfallen

Anluven und Abfallen sind Begriffe aus der Seemannssprache.
Als Anluven wird die Richtungsänderung eines Segelschiffes nach Luv bezeichnet. Dies ist eine Kursänderung des Schiffes höher an den Wind, so dass der Wind vorlicher (mehr von vorn) einfällt. Das Anluven hat sein Ende, wenn die Segel killen (die Segel im Wind „flattern“).
Das Gegenteil von Anluven ist Abfallen.
Als Abfallen wird die Richtungsänderung eines Segelschiffes nach Lee bezeichnet. Dies ist eine Kursänderung des Schiffes weg vom Wind, so dass der Wind mehr seitlich oder mehr von hinten einfällt.
Die Windseite (Schiffseite, auf die der Wind weht) verändert sich beim Anluven und beim Abfallen nicht. In der Regel müssen nach einem Anluv- oder Abfall-Manöver die Segel neu eingestellt werden.